# Aero Lloyd

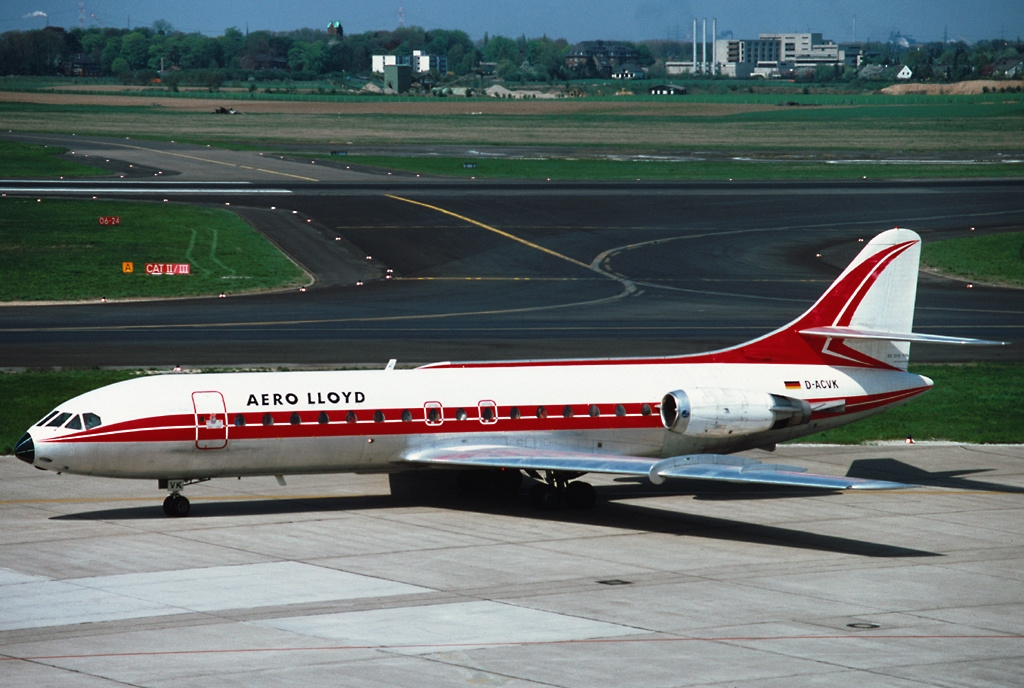
Sud SE-210 Caravelle 10B1R Aero Lloyd, 1983

Aero Lloyd var ett tyskt flygbolag som flög bland annat Airbus A320, Airbus A321 och McDonnell Douglas MD-83. De flög tidigare även Sud Aviation Caravelle.
16 oktober 2003 ansökte Aero Lloyd om konkurs. En mindre del av personalen överfördes till efterföljarbolaget Aero Flight som existerade 2003-2005.